# مرکز (هندسه)

تصویرسازی از دایره: محیطِ دایره با علامتِ (C) و به رنگِ مشکی، قُطر با (D) و برنگِ فیروزه‌ای، شعاعِ با (R) به رنگِ قرمز، و مرکز با (O) و برنگِ سرخابی نشان داده شده‌است.

مرکز در هندسه(به یونانی: κέντρο) یا مرکزِ هندسیِ یک جسم، نقطه ای درست در میانِ آن است. البته با توجه به تعاریفِ خاصِ قرارداد شده برای مرکزِ هندسی، یک مورد -یا جسم- می‌تواند مرکزی نداشته باشد.

## دایره، کره و چندخطی‌ها
مرکزِ یک دایره، نقطه‌ای حدِ وسط از نقاطی است که بر روی لبهٔ آن قرار دارند یا فرض شده‌اند. به همین گونه، مرکزِ کُره نقطهٔ وسط از نقاطی است که بر روی سطحِ آن کُره فرض شده‌اند و مرکز یک پاره خط نیز نقطه میانیِ دو سرِ آن پاره خط است.